# Saint-Georges-du-Bois (Sarthe)
Saint-Georges-du-Bois – miejscowość i gmina we Francji, w regionie Kraj Loary, w departamencie Sarthe.
Według danych na rok 1990 gminę zamieszkiwało 1 625 osób, a gęstość zaludnienia wynosiła 225 osób/km² (wśród 1504 gmin Kraju Loary Saint-Georges-du-Bois plasuje się na 379 miejscu pod względem liczby ludności, natomiast pod względem powierzchni na miejscu 1117).